# Toni Fritsch
Pour les articles homonymes, voir Toni.
(en) Statistiques sur pro-football-reference
Anton Fritsch, dit Toni Fritsch, né le 10 juillet 1945 et décédé le 13 septembre 2005, était un footballeur et un joueur de football américain autrichien.
Professionnel au Rapid de Vienne, il remporte trois titres de champion d'Autriche (1964, 1967 et 1968) et deux coupes d'Autriche (1968 et 1969). Il marqua notamment deux buts à Wembley le 20 octobre 1965 lors d'un match face à l'équipe d'Angleterre.
À 26 ans, il quitte le football pour rejoindre la NFL et s'essayer au football américain. Il joue quatorze saisons au plus haut niveau. En tant que kicker, il remporte le Super Bowl en 1972 et connaît une sélection au Pro Bowl en 1980. 

## Carrière (Football)
- 1964-1971 : Rapid Vienne  Autriche

## Carrière (Football américain)
- 1971-1976 : Cowboys de Dallas (NFL)
- 1976-1977 : Chargers de San Diego (NFL)
- 1977-1982 : Oilers de Houston (NFL)
- 1982-1984 : Saints de La Nouvelle-Orléans (NFL)
- 1984-1985 : Gamblers de Houston (USFL)

## Statistiques NFL
| Année  | Équipe   | MJ     |        | Field goals | Field goals | Field goals | Field goals |         | Extra Points | Extra Points | Extra Points |
| Année  | Équipe   | MJ     | Tentés | Réussis     | %           | Long        | Tentés      | Réussis | %            |              |              |
| 1971   | Cowboys  | 2      | 8      | 5           | 62,5        | 46          | 2           | 2       | 100          |              |              |
| 1972   | Cowboys  | 14     | 36     | 21          | 58,3        | 54          | 36          | 36      | 100          |              |              |
| 1973   | Cowboys  | 13     | 28     | 18          | 64,3        | 37          | 43          | 43      | 100          |              |              |
| 1975   | Cowboys  | 14     | 35     | 22          | 62,9        | 43          | 40          | 38      | 95           |              |              |
| 1976   | Chargers | 5      | 12     | 6           | 50          | 48          | 14          | 11      | 78,6         |              |              |
| 1977   | Oilers   | 9      | 16     | 12          | 75          | 46          | 20          | 19      | 95           |              |              |
| 1978   | Oilers   | 16     | 18     | 14          | 77,8        | 49          | 32          | 31      | 96,9         |              |              |
| 1979   | Oilers   | 16     | 25     | 21          | 84          | 51          | 43          | 41      | 95,3         |              |              |
| 1980   | Oilers   | 15     | 24     | 19          | 79,2        | 46          | 27          | 26      | 96,3         |              |              |
| 1981   | Oilers   | 16     | 22     | 15          | 68,2        | 50          | 34          | 32      | 94,1         |              |              |
| 1982   | Saints   | 5      | 7      | 4           | 57,1        | 45          | 9           | 8       | 88,9         |              |              |
| Totaux | Totaux   | Totaux | 231    | 157         | 68          | 54          | 300         | 287     | 95,7         |              |              |

## Palmarès
- 9 sélections et 2 buts avec l'équipe d'Autriche.